# Filosofia del disastro
Nell'ambito dei dibattiti filosofici sviluppatisi nell'Illuminismo, assume particolare rilievo la cosiddetta filosofia del disastro o della catastrofe.

## Il disastro nel pensiero antico
La tendenza della filosofia a trattare il tema del disastro si ritrova molto prima dell'Illuminismo scosso dalla sua fiducia ottimistica dal terremoto di Lisbona del 1755.
Nel Timeo di Platone un vecchio sacerdote egizio così racconta il ciclo delle catastrofi sulla Terra:
In questa concezione, che sarà propria anche dell'ecpirosi degli stoici che riprendono la teoria eraclitea del fuoco forza produttiva e ragione ordinatrice del mondo, non manca un elemento consolatorio rappresentato dalla ciclicità della catastrofe dalla quale il mondo si rigenera ad opera della natura benigna. La ciclicità assicura una palingenesi su cui si fonderà la fiducia ottimistica degli illuministi nel progresso dell'umanità.

## L'ottimismo illuministico prima del 1755

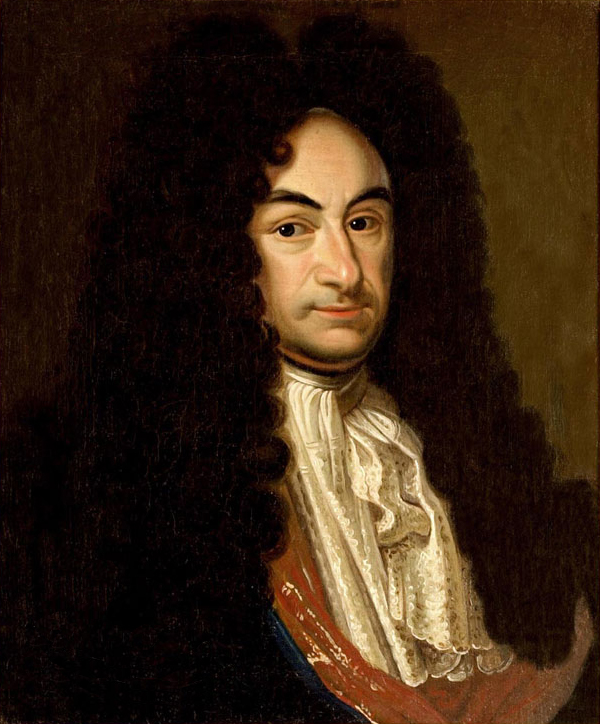
Leibniz

La fede nell'ottimismo e nel progresso dell'umanità garantito da Dio era stata espressa da Leibniz nella suoi Saggi di teodicea del 1710: 
Io intendo per Mondo la serie e la connessione di tutte le cose esistenti, affinché non si dica che parecchi mondi potevano esistere in tempi e in luoghi differenti. Infatti bisogna contarli tutti insieme come un mondo o, se si preferisce, come un Universo. E quando si riempissero tutti i tempi e tutti i luoghi rimarrebbe sempre vero che si sarebbe potuto riempirli in una infinità di modi e che vi sarebbe una infinità di mondi possibili fra i quali bisogna che Dio abbia scelto il migliore, perché egli non fa nulla senza agire secondo la ragione suprema.
Qualche avversario, non potendo rispondere a questo argomento, risponderà forse alla conclusione con un argomento contrario, sostenendo che il mondo sarebbe potuto essere senza il peccato e senza il dolore; ma io nego che allora sarebbe stato il migliore. Perché bisogna riflettere che tutto è connesso in ciascuno dei mondi possibili: l’Universo, qualunque fosse per essere, è tutto d’un pezzo, come un Oceano; il minimo movimento estende il suo effetto a qualunque distanza, di modo che Dio ha tutto regolato in anticipo e una volta per tutte, avendo previsto le preghiere, le buone e le cattive azioni e tutto il resto, e ciascuna cosa ha contribuito idealmente, prima della sua esistenza, alla decisione che fu presa sull’esistenza di tutte le cose. Di modo che nulla può essere cambiato nell’Universo (come accade in un numero) tranne la sua esistenza o, se si preferisce, la sua individualità numerica. Così se il più piccolo male che accade nel mondo, non accadesse, non sarebbe piú questo mondo, che tutto sommato e soppesato, è apparso il migliore al Creatore che l’ha scelto.»
Concezione ribadita nel 1714 con i Principi della natura e della grazia fondati sulla ragione:

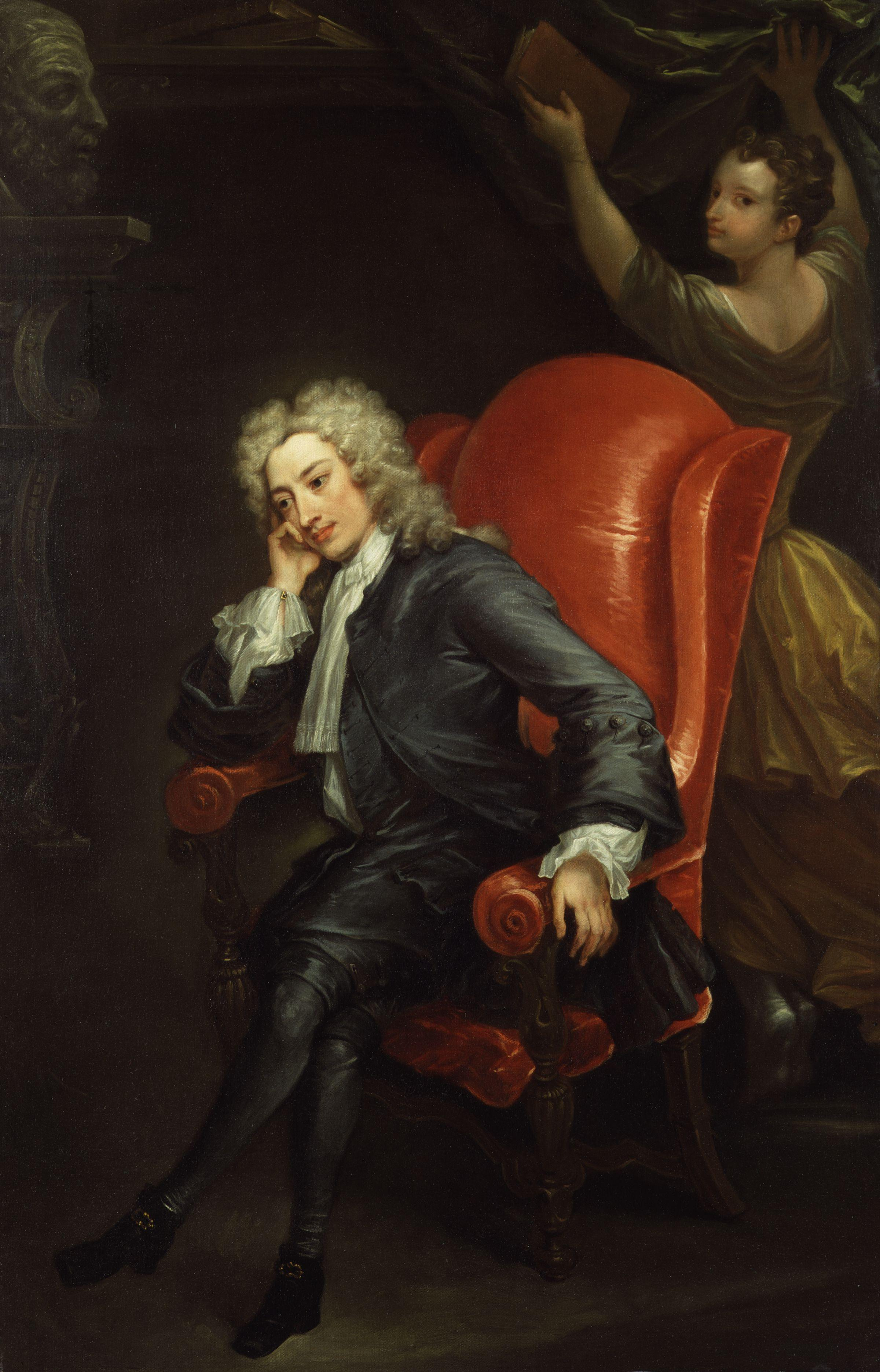
Alexander Pope

Un'esaltazione dell'ottimismo cosmico si ritrova successivamente in Alexander Pope con la sua opera del 1734 Saggio sull'uomo che diventa il punto di riferimento di coloro che sostengono essere quello presente il migliore dei mondi possibile anche se questa convinzione comincia ad essere incrinata, ancor prima del sisma di Lisbona del 1755, dalle stragi causate dalla Guerra di successione austriaca (1740-1748) e da quella deiSette anni (1756-1763). Si comincia a chiedersi se davvero l'ottimismo storico sia sostenibile quando nel 1753 l'Accademia delle scienze di Berlino bandisce un concorso sul tema: Si richiede l'analisi del pensiero di Pope, contenuto nella proposizione «Tutto è bene». Vinse Adolf Friedrich Reinhard con una Dissertazione dove contestava l'ottimismo di Leibniz e Pope originando negli ambienti illuministi tedeschi una vivace polemica dove intervennero anche Moses Mendelssohn e Gotthold Ephraim Lessing, coautori dell'opera Pope, Ein Metaphisyker! (1753) dove i due più che sostenere Pope e il suo motto «Whatever is, is right» (Qualsiasi cosa è giusta) polemizzavano con l'Accademia delle scienze di Berlino che aveva bandito il concorso per screditare la teodicea di Leibniz che pure era stato il fondatore dell'Accademia. Nella polemica nel 1759 s'inserirà anche Kant nell'opera Saggio su alcune considerazioni a proposito dell'ottimismo poiché quanto affermato dagli oppositori di Leibniz che «la Somma Saggezza abbia potuto ritenere una cosa peggiore migliore di una cosa ottima» contrasta con i principi del buon senso.

## Voltaire e Rousseau
Ancora sostenitore in un primo momento dell'ottimismo leibniziano è Voltaire che durante il suo soggiorno forzato a Londra dal 1726 al 1728 aveva conosciuto personalmente Pope che ricorda con stima nelle sue Lettere filosofiche redatte al suo ritorno in Francia quando condivide l'ottimismo dei pensatori inglesi e critica invece il pessimismo di Pascal. Nel poema Le mondain del 1736 contesta ogni pratica ascetica o solo ispirata alla frugalità e alla semplicità sostenuta da puritani e cattolici ed esalta invece il materiale gusto di vivere e la non rinuncia a godere sino in fondo quanto la vita può offrire.
La sua opinione cambia radicalmente dopo l'evento del terremoto di Lisbona quando comincia a dubitare dell'esistenza del male come scelta provvidenziale di Dio. Per ricevere sostegno alla sua tesi, che presume gli attirerà le critiche dei cattolici, manda una copia dell'opera Poema sul disastro di Lisbona a Rousseau, a D'Alembert e a Diderot esponenti del partito dei philosophes. Ma a lui che nella prefazione scrive riferendosi a se stesso:
e che aggiunge che i filosofi che teorizzano il bene di fronte al disastro sono più crudeli dello stesso terremoto:
Rousseau, inaspettatamente, risponde schierandosi con Leibniz e Pope:
Ma soprattutto il filosofo francese rigetta l'idea che il male sia voluto da Dio e ritiene che dell'esistenza del male gli artefici primi siano gli uomini:
Secondo Rousseau, gli abitanti di Lisbona hanno offeso la semplicità della natura volendo orgogliosamente costruire una prospera capitale dove si sono ammassate migliaia di persone che se fossero rimaste nell'ambiente contadino non avrebbero perso la vita.
L'avidità della ricchezza può essere smorzata dunque dalle catastrofi naturali che con i loro terribili effetti livellano equamente la società, che ha abbandonato lo stato naturale, e le danno una nuova morale:
La polemica tra i due filosofi si chiude con le amare considerazioni di Rousseau su Voltaire a cui egli non risparmia lodi ma in realtà critica duramente rimproverando la facilità del suo pessimismo a lui che «vive libero in seno all'abbondanza. Sicuro dell'immortalità ormai raggiunta, [voi Voltaire] filosofeggiate tranquillamente...E tuttavia non vedete altro che il male sulla terra. Ed io invece, uomo oscuro, povero, solo, tormentato da un male senza rimedio, medito con piacere nel mio eremo e trovo che tutto è bene»
Rousseau riconosce che la sua fede nell'ottimismo non è fondata sulle logica filosofica ma nonostante tutto egli sente con tutto il suo essere che non può rinunciare a crederci senza negare se stesso:

## Kant

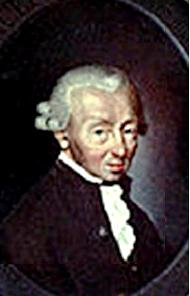
Immanuel Kant

Dopo le sue iniziali considerazioni esposte nella fase giovanile e precritica nelle tre opere dedicate al terremoto di Lisbona, nella fase più matura del suo pensiero, quando ha già elaborato le tre critiche, Kant in un saggio del 1791 scrive che tutti i sistemi filosofici hanno fallito sulla teodicea perché quando la ragione non si limita a dominare il terreno dell'esperienza, dove pure genera errori e illusioni, ma tende ad agire nell'orizzonte della metafisica, si scontra con problemi irrisolvibili:
Nella metafisica, che pretende di conoscere la totalità e di porsi come scienza manca in realtà un oggetto definito empiricamente e da essa si generano quelle idee dell'anima, del mondo e di Dio del tutto prive di contenuto che non può essere rappresentato dalla totalità dei fatti empirici.
Senza fare l'avvocato difensore di Voltaire o di Rousseau nella polemica che li divide, Kant allora imposta diversamente la questione dell'ottimismo chiedendosi quale valore abbia per noi la vita: se si afferma che essa debba essere improntata al piacere egli risponde che in effetti non è questo che deve caratterizzare la vita dell'uomo: la cessazione del godimento o della felicità non fa scadere pessimisticamente la vita che si qualifica invece per ciò che l'uomo fa, nel senso, cioè, che la vita è degna di essere vissuta se ci si conforma alla legge del dovere. L'uomo non deve sfuggire al dolore perché è questo che lo spinge all'azione. Se l'uomo insiste pigramente nel volere la tranquillità del godimento sarà la natura con le sue forze discordanti a farlo agire.

## Il crepuscolo della ragione
In seguito agli immani disastri, ben più rilevanti del terremoto di Lisbona, che hanno caratterizzato il mondo occidentale nel corso del XX secolo, ci si è chiesto come quegli avvenimenti prodotti dall'uomo siano potuti avvenire in un'Europa erede della ragione illuministica. I filosofi testimoni della catastrofe europea come Walter Benjamin, Theodor Adorno, Max Horkheimer, e Emmanuel Lévinas si sono domandati quale possa essere il senso di una filosofia che ancora si illuda di definire razionalmente l'animo e l'agire dell'uomo. Tuttavia il filosofo non può chiudere gli occhi di fronte agli eventi e ancora una volta sente il dovere di tentare di illuminare razionalmente il buio della storia.
La negazione che eventi catastrofici possano interrompere il corso della storia e segnare la sua fine è propria dello storicismo di Benedetto Croce per cui è errato credere ad una presenza del negativo, del male nella storia dove è invece sempre un progresso inarrestabile che fa della negatività un gradino su cui si esercita la forza del positivo. Se così non è stato nella visione di alcuni storici questo è accaduto per l'insufficienza dell'analisi storica che ha portato a condanne arbitrarie come quella nei riguardi del Medioevo, condannato nel Rinascimento ed apprezzato invece nel Romanticismo. Una storia solo negativa è una non storia, una pseudo storia poetica dove prevalgono i sentimenti e i giudizi morali. Certo periodi critici esistono nella storia ma questi vanno considerati non in sé ma come momenti di passaggio da un periodo, per certi aspetti positivo, ad un altro ancora migliore.